# 大众帕萨特
福斯Passat（Volkswagen Passat）是大众汽車旗下的一款中型车，从1973年生产至今。它在大众汽车的产品系列中介于緊湊型轎車、和豪華車之间。它在欧洲市场称为Passat，而在其他市场上则被称为冲击者（Dasher）、桑塔纳（Santana）、迈腾（Magotan）或者量子（Quantum）。
Passat的名字来源于德语Passat（或称Passatwinde），意指由亚热带吹往赤道地区的热带信风。大众汽车有用自然界各种不同的风为自己车型命名的传统，其他例子诸如高尔夫为湾流，捷达为大西洋高速气流（Jetstream），宝来为亚得里亚海的布拉风，尚酷为西洛可风，波罗为极地风等等。
大众集团在1964年收购了奥迪之后，才有能力开始研發新的水冷前驱车。1973年，大众汽车因为甲壳虫销量下降和稍大的风冷后驱411及412車型未能占据市场而广受批评；於是推出以奥迪80平台為基礎的第一代Passat和Golf。到了2005年，Passat成为大众汽车在几乎所有的市场中销量最好、最有利可图的车型之一，同时也是目前为止历史总销量排名全球第9位的车型。
帕萨特自1973年诞生，共生产销售1200万辆，曾獲得欧洲最好汽车、英国最佳家庭汽车、葡萄牙最佳汽车、日本最佳进口车型、加拿大最佳家庭汽车、美国最佳Wagon汽车等荣誉。

## B1（1973年至1981年）

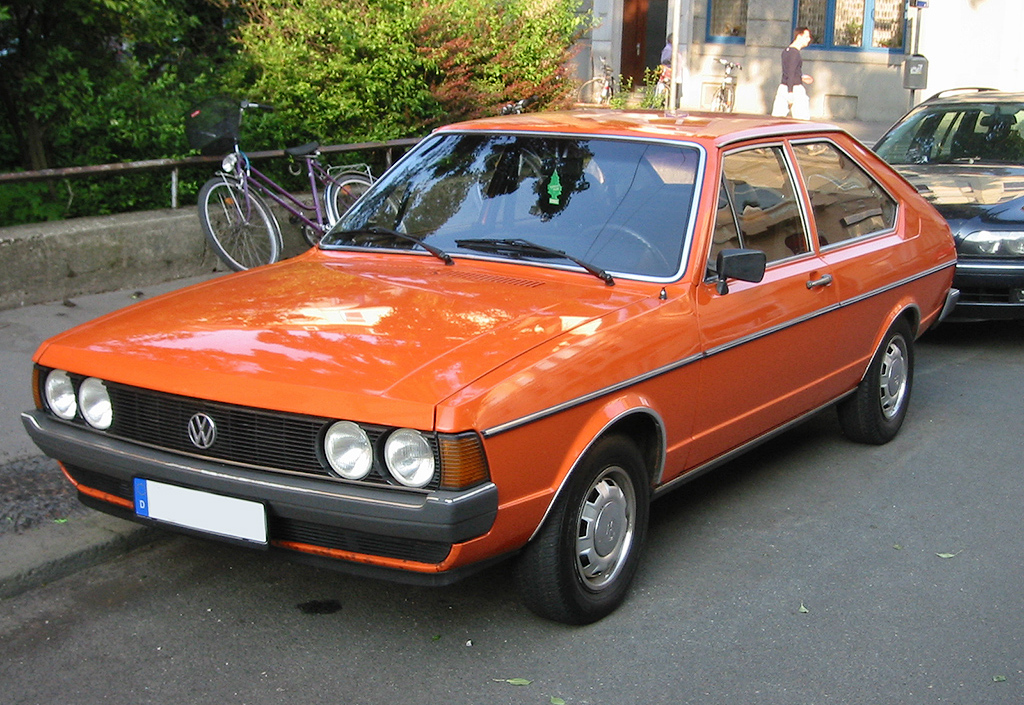
B1

Passat的原型于1973年推出，当时有三门和五门掀背车两款型号，它与早一年推出的奥迪80共用一个开发平台。但该版本的Passat轿车没有推出，所以奥迪和大众在车型上是有明显的区别的。
在北美，Passat三门掀背车于1975年推出，使用的名称为Dasher（冲击者）。
Passat是当是欧洲最现代的家庭用车之一，并逐渐取代了落伍的福斯411/412。Passat被《Wheels》评为1974年年度汽车。开发Passat的平台称为B1。
当时最高端的车型称为帕萨特TS，搭载了1.5升85匹马力四缸顶置凸轮轴发动机，采用前驱方式。0-100公里/小时只需12秒，最高时速可达169公里/小时，4.55升油可行驶38公里，在当时来说已经算是省油了。
帕萨特与奥迪80一样，在前轮驱动总成上纵向安装1.3升、1.5升和1.6升排量的4缸顶置凸轮轴汽油发动机，并按照奥迪的传统配备有3档自动变速箱或4档手动变速箱。并使用麦弗逊（MacPherson）式前悬架和后轮实体轴/螺旋弹簧机构。
1.5升排量的单顶置凸轮轴发动机可发出75 hp（55千瓦）并在1975年升级成1.6升排量。由于采用了严格的排放控制，升级后发动机的输出功率降到了70 hp（52千瓦）。1976年引入了博世（Bosch）燃油喷射系统后，将输出功率提升到78 hp（57千瓦）。
在1977年对全系列车型进行了改型（1978年在北美发布），升级了内饰并精细地调整了风格，包括重新定位指示器，方形（圆形）车头灯。1980年此代车型在巴西销售良好，并出口至伊拉克。
1.5升排量的柴油发动机，其输出功率达到48 hp（35千瓦）。此柴油发动机版本车型0-60公里的加速时间是19.4秒，比汽油发动机版本慢了6.2秒。然而，在1981年，所有的汽油发动机版本都退出了北美市场，为来年新一代车型上市作准备。

## B2（1981年至2012年）

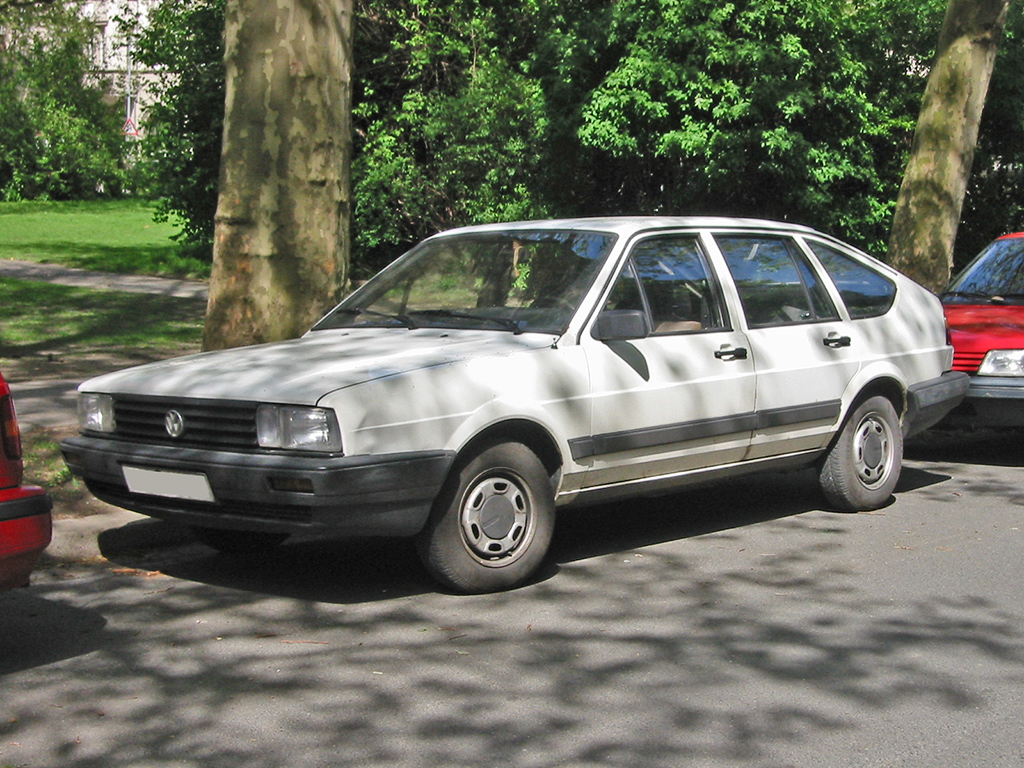
B2

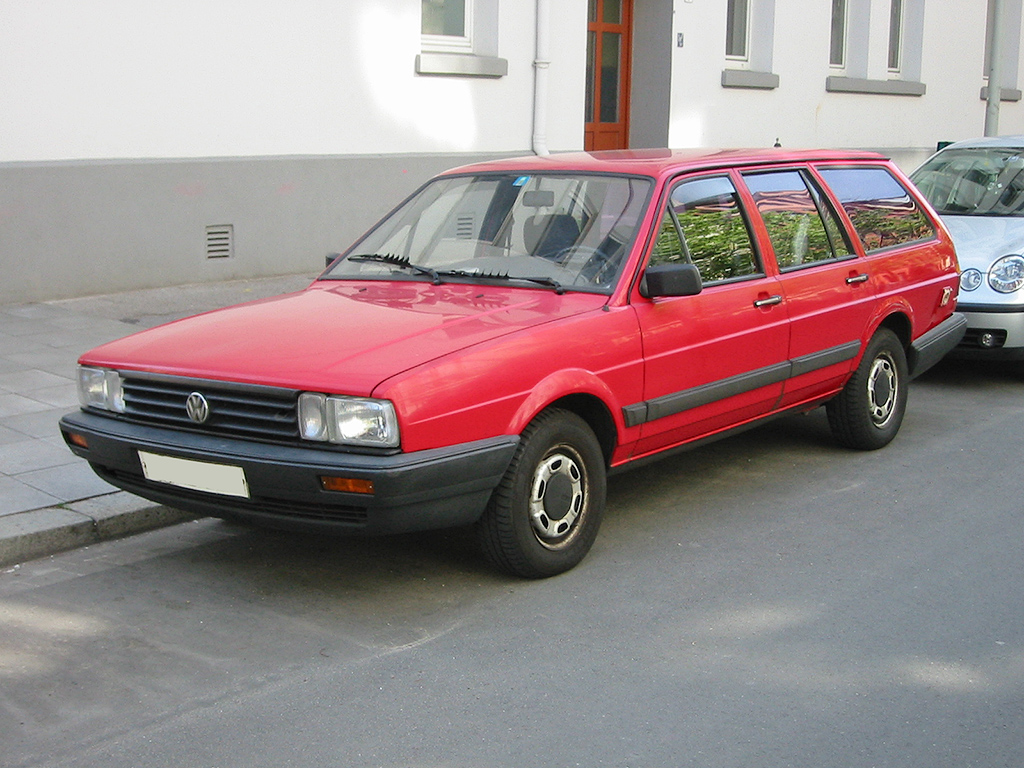
B2旅行版

第二代帕萨特於1981年推出，平台名稱為B2，再次使用奧迪80於1978年推出的對應版本。除了Passat掀背車、旅行車之外，還有一款傳統的三廂轎車，直到1985年改款後才以福斯Santana（桑塔納）的名稱在歐洲銷售。在美國，福斯Passat／Santana以福斯Quantum（量子）的名稱銷售，有三門掀背車、四門轎車和旅行車車型，但五門掀背車從未在那裡銷售。
該車型比上一代车型更长、更宽，而且拥有更大的内部空间。有四款发动机可供选择，包括1.6升柴油机，1.3升与1.6升四缸发动机，以及顶级的115匹马力的五缸发动机。
在中国大陆，帕萨特B2的生产线于1984年被上海大众由西德引进，使用“大众桑塔纳”商标，最初采用全套散件进口组装（CKD），后来配件逐渐国产化。桑塔纳成为中国大陆最普及的车种之一。

## B3（1988年至1993年）

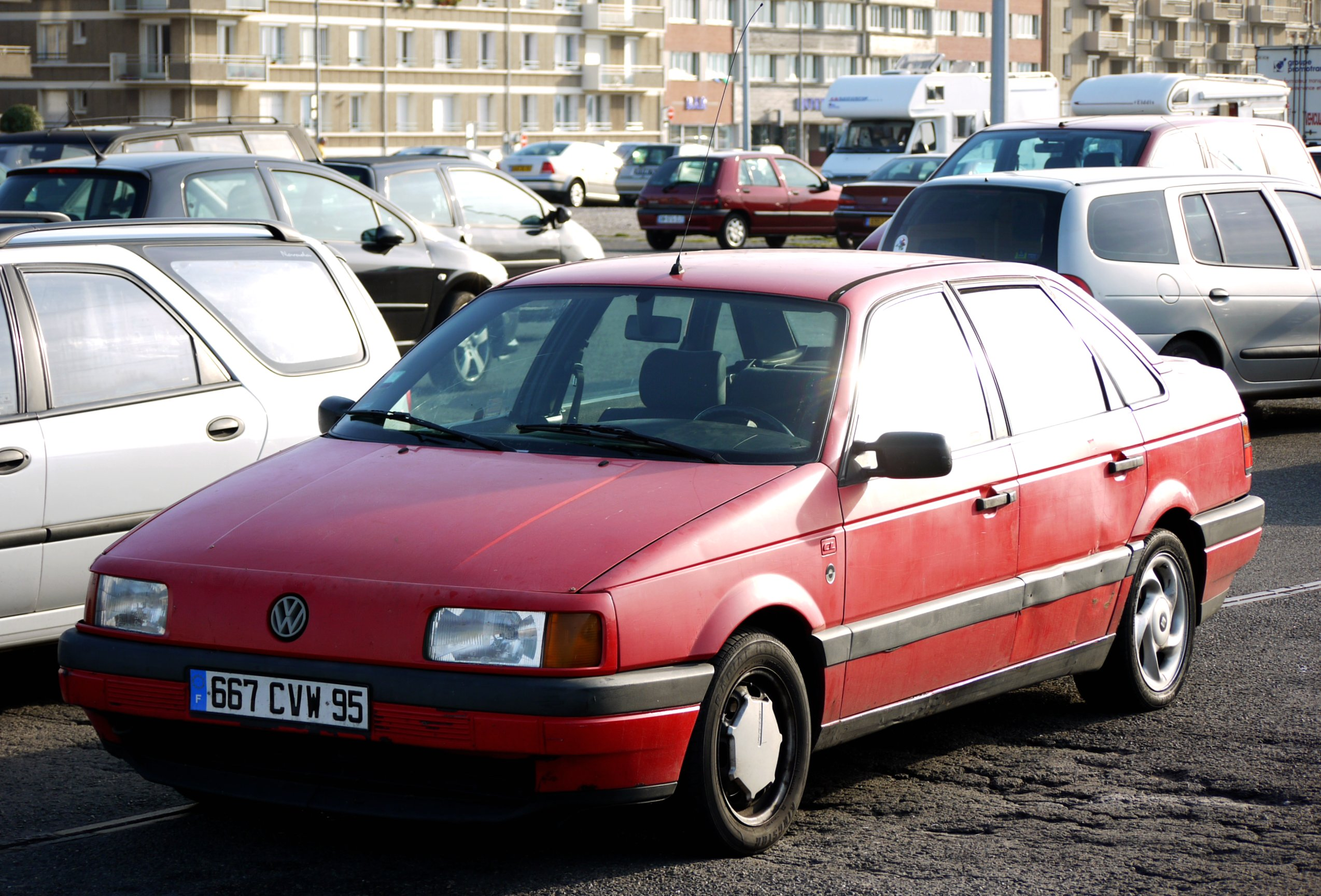
B3

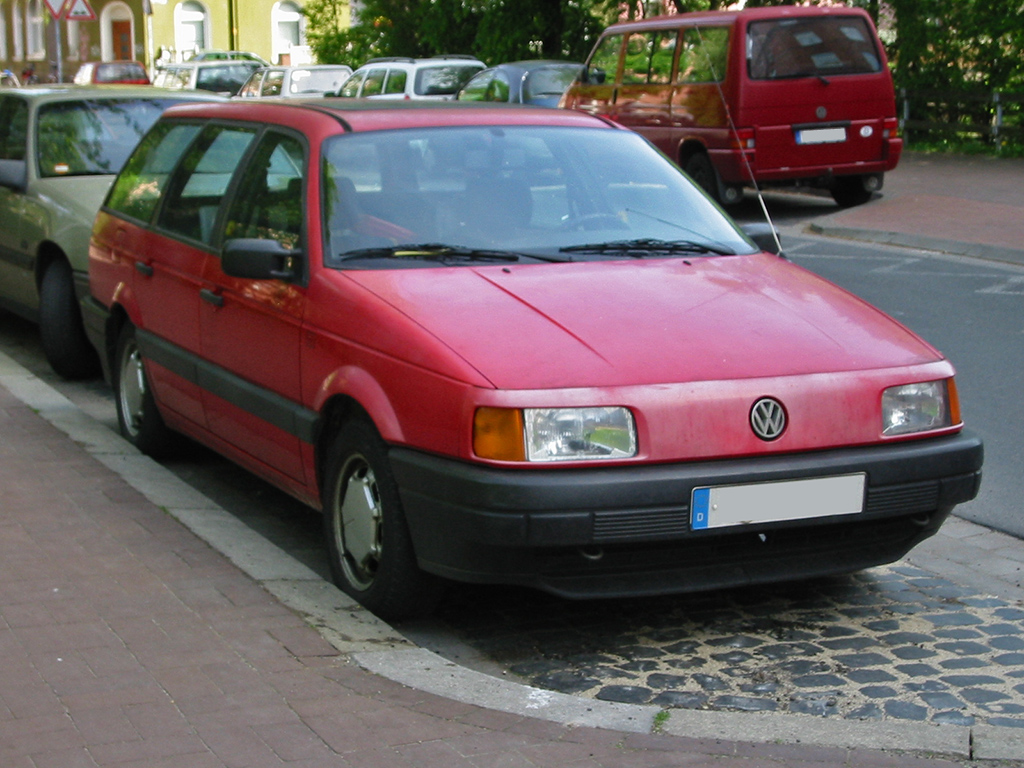
B3旅行版

1988年，大众公司向全球推出了第三代帕萨特（B3）。没有前进气格栅成为其外观上最显著的特点。帕萨特B3搭载的是2.0升16气门发动机，具有134匹马力，扭矩180牛米，0-100公里/小时需要近10秒的时间，最高时速可达201公里/小时。B3虽然有些独特的配置，比如后排座椅是可调节的，但是与日本和美国的競爭对手比起来，销量还是差强人意。
1991年，大众第一款装配V6发动机的帕萨特下线了。最大172匹马力可以使B3在不到8秒的时间里从0加速到100公里/小时。 
1996年上海大众与巴西大众共同研发了以B2为基础的桑塔纳2000，还有上海大众在桑塔纳2000基础上研发的桑塔纳3000。

## B4（1993年至1996年）

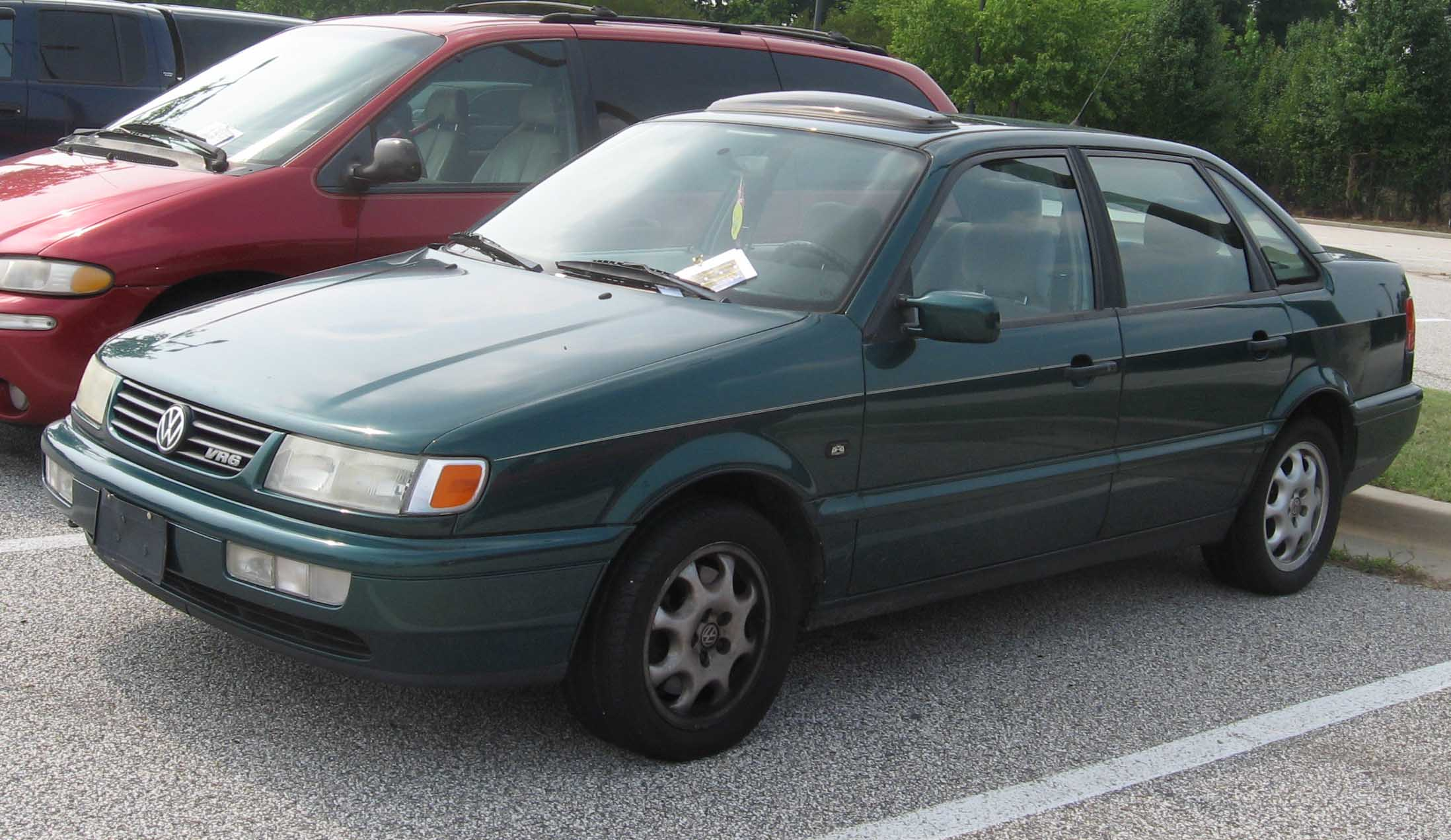
B4

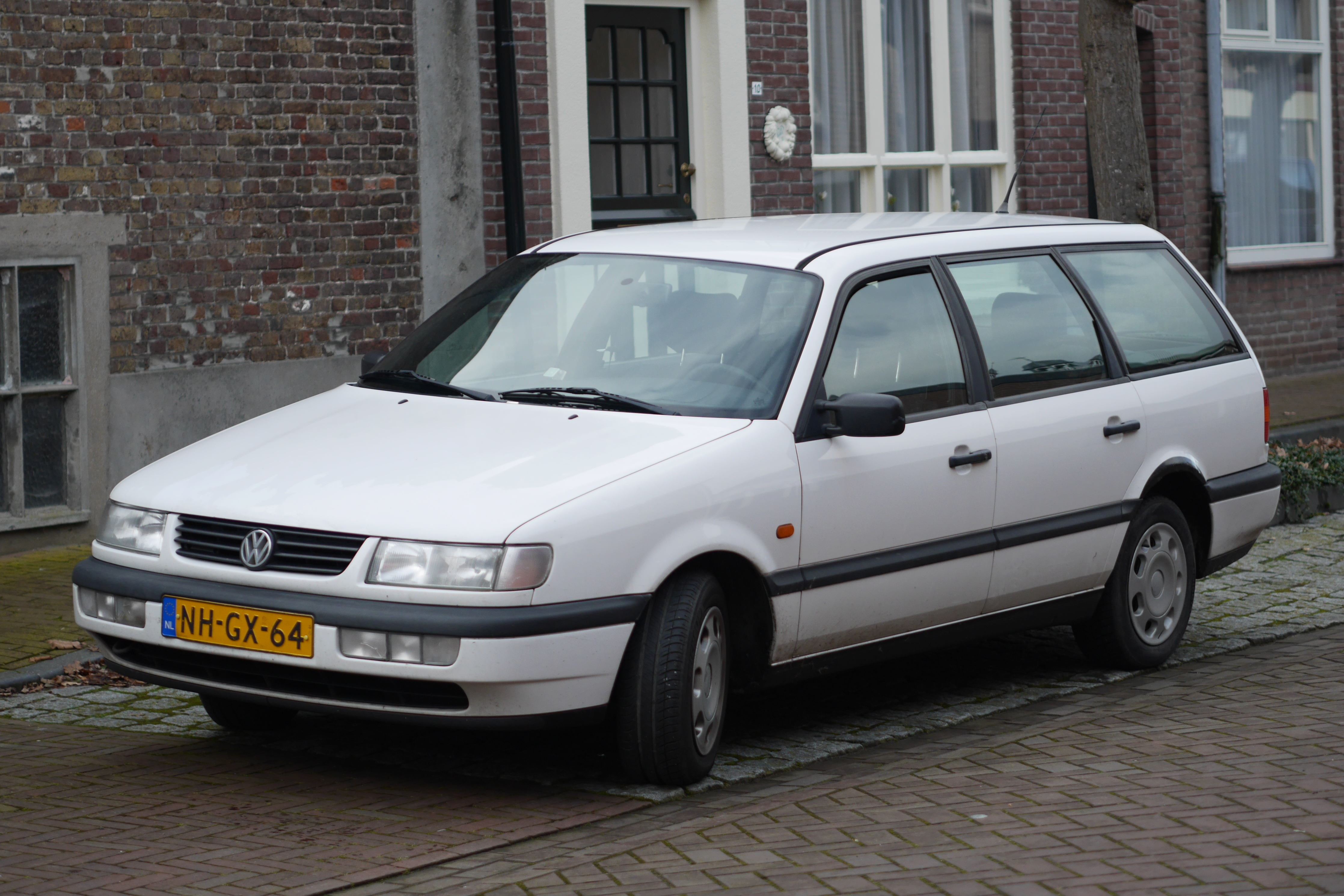
B4旅行版

1993年，大众公司对帕萨特进行了重新设计，推出了帕萨特B4系列车型。标准配置包括了2.0升8气门四缸发动机。GLX款仍旧采用2.8升VR6发动机。前者0-100公里/小时加速需要10秒左右，而后者8秒就能完成。另一个让人惊喜的是，B4为前排的驾驶员和乘客安装了安全气囊以及安全带，而且恢复了运动感的前进气格栅。
B4的标准配置包括：电动车窗、锁止机构、电加热后视镜、FM/AM卡带机、8扬声器和CFC空调。

## B5和B5.5（1996年至2005年）

### B5（1996年至2000年）

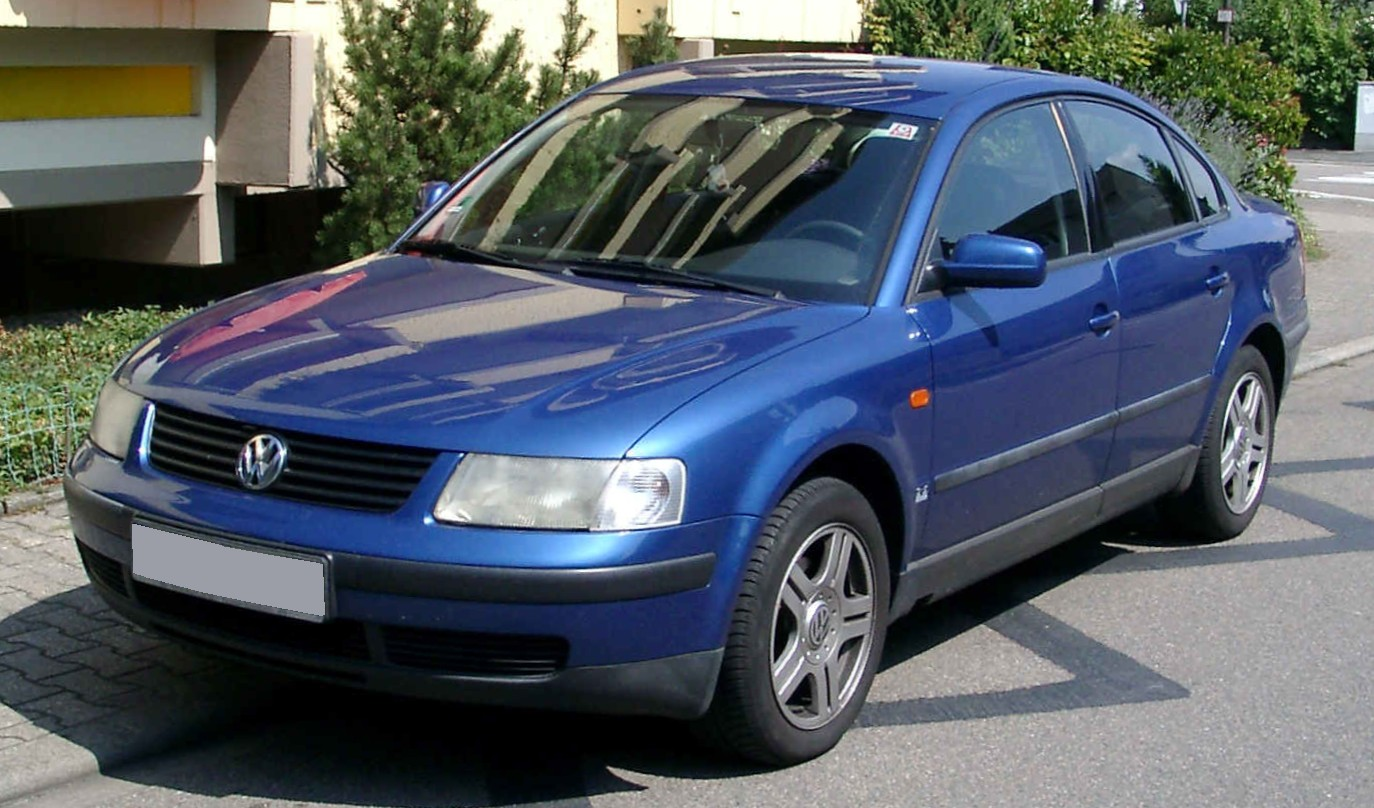
福斯Passat B5

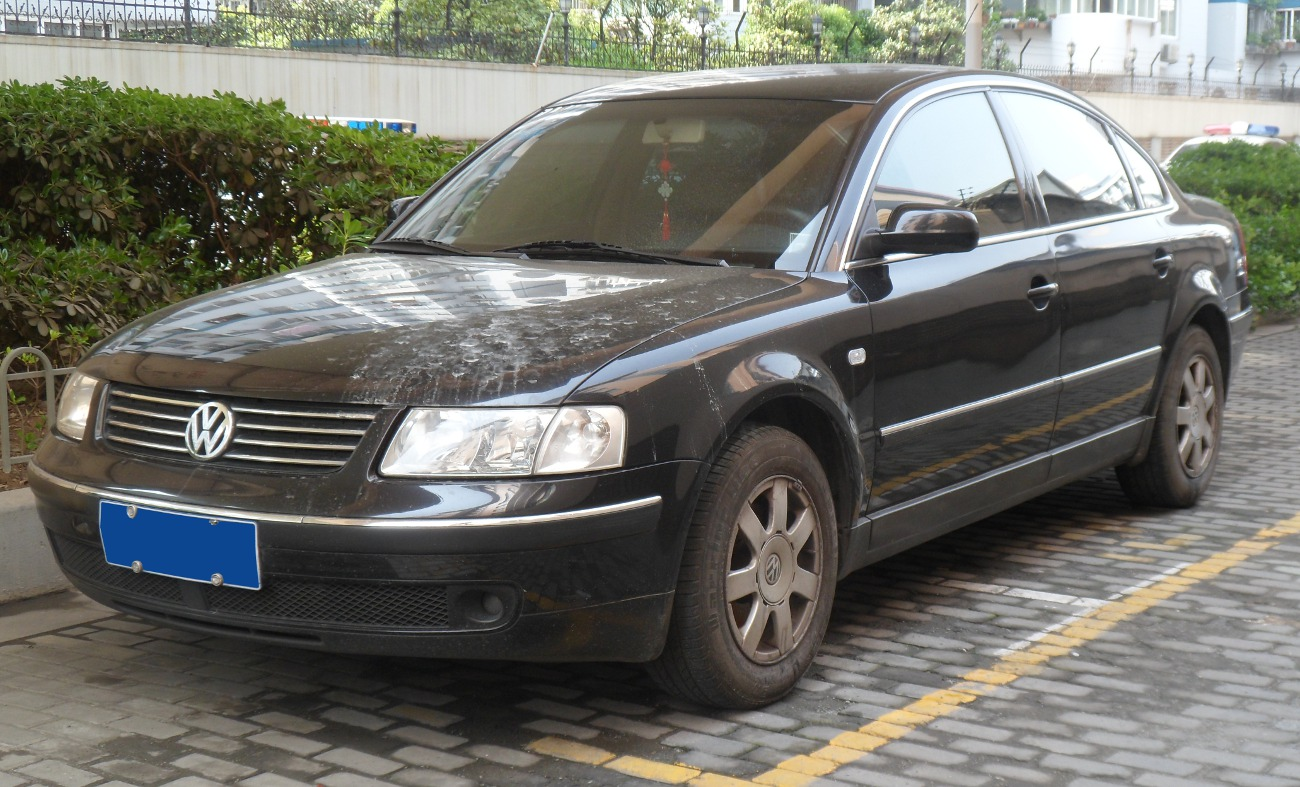
上海大众帕萨特B5，拍摄於上海市

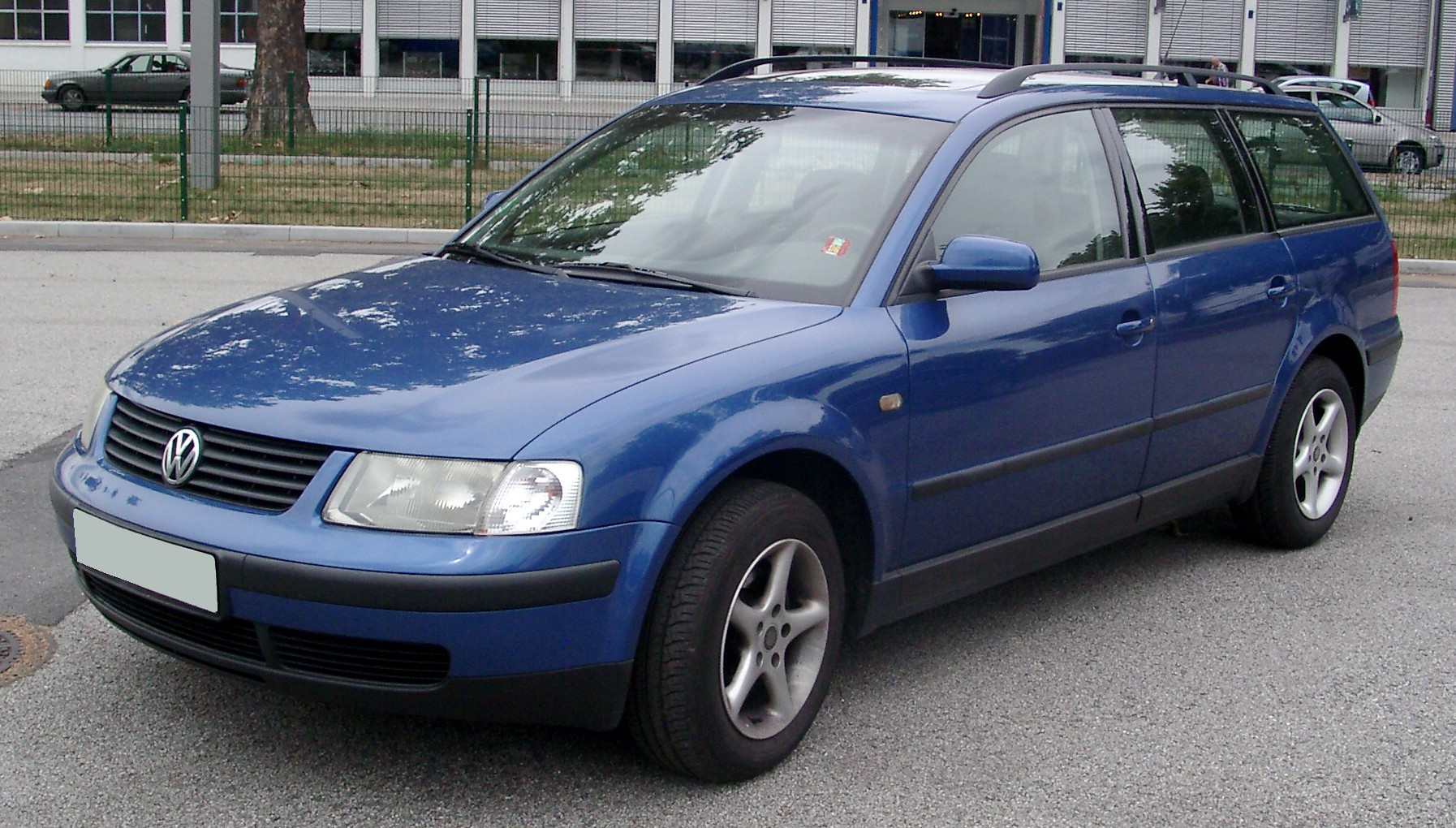
B5旅行版

帕萨特B5的基本款GLS搭载1.8升发动机。很快大众公司又推出了匹配30气门V6发动机的GLX款和GLS V6款。B5使用的是与奥迪A4与A6相同的平台技术，甚至发动机也是与奥迪共用的1.8T I4 和V6 30V的机型。前悬挂采用多连杆方式，后悬挂则使用扭力梁，有效减少扭力转向。B5标准配備包括驾驶员及前排乘客安全气囊、侧安全气囊、ABS、电子差速锁、电动车窗、电加热后视镜、FM/AM卡带机、8扬声器和CFC空调。电动天窗、电加热座椅、5速Tiptronic变速器是选装配置。大众独有的4MOTION四轮驱动技术已经在匹配V6 30气门发动机的GLX款和GLS V6款车型中采用。 
1999年，大众公司推出了红蓝背景灯仪表盘的帕萨特，使用的是1.8升涡轮增压发动机配合5速变速器，动力强劲，最大能够爆发出140匹马力。V6 30气门发动机够爆发出190匹马力.
2000年5月，最后一批帕萨特B5下线后，德国停止生产；但同时中国的帕萨特B5才开始上线。
當年度上海大众生产的帕萨特B5正式投放中国市场，这是一款根据中国的法规规定、道路条件和中国用户的审美倾向、使用要求而全新开发的，将原型的B5加长77mm，宽大的体形让帕萨特更适合于中国的商务车市场。成为国产轿车中的中高端产品。

### B5.5（2000年至2005年）

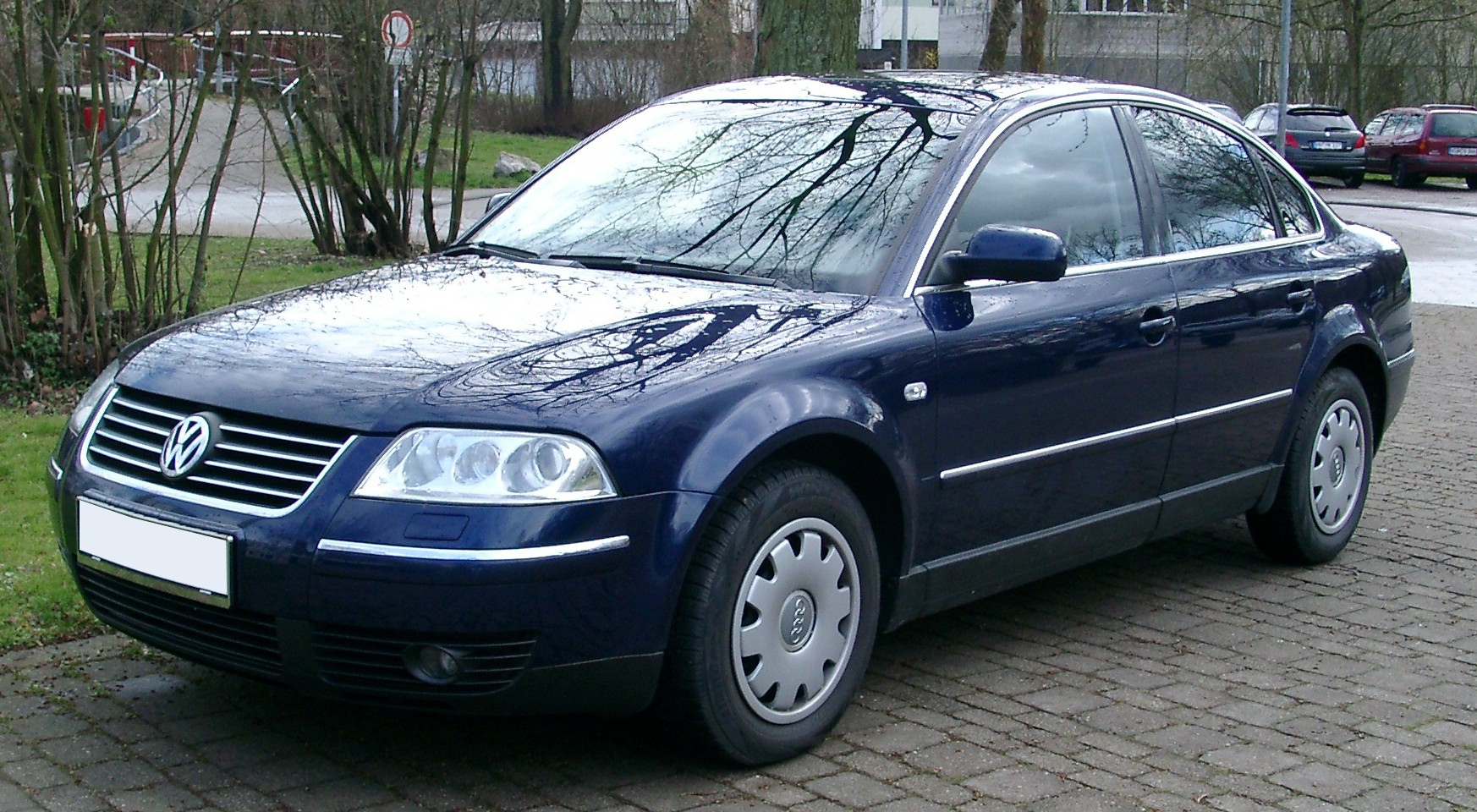
B5.5

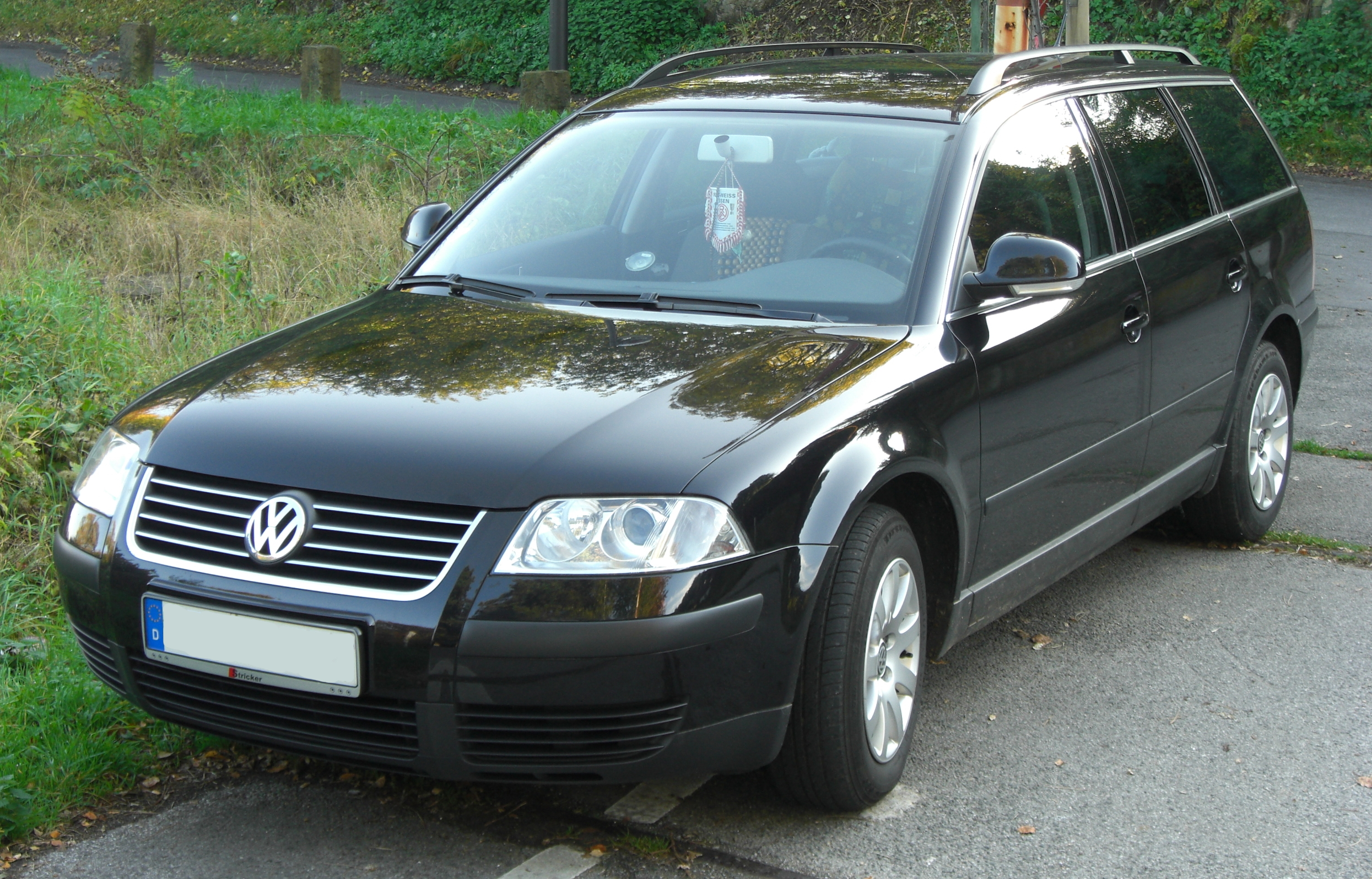
B5.5旅行版

2000年5月，小幅改进的B5.5开始正式投入市场。
2002年，推出搭載4.0升W8引擎的四輪傳動車型，最大馬力達275匹，最大扭力達37.73公斤·米於轉速達2750rpm至6700rpm時展現，為歷代Passat中動力最強者，生產至2004年。此一引擎標誌了福斯集團的新一代引擎技術，W型引擎稍後也出現在福斯Phaeton與奧迪A8（W12引擎）及Bugatti Veyron（W16引擎）上。
在捷克，斯柯达汽车於2001年推出了以帕萨特为蓝本的Superb车型。后来上海大众斯柯达将Superb改用在Passat B6的PQ46平台上，称为“昊锐”。
在中国，上海大众於2005年以Superb为基础推出了中国版本的帕萨特B5.5，并取名为“领驭”。2009年春天，该车型再次改款。

### 得獎
- 2001 Auto Express Used Car Honours 2001 - 最佳家用車
- 2001 Diesel Car 2001 Awards - 最佳家用車
- 2000 Used Car Buyer: Used the Year - 最佳家用車
- 2000 Auto Express Used Car Honours - 最佳家用車
- 2000 Auto Express New Car Honours - 最佳家用車
- 2000 Fleet World Honours - 最佳旗艦車

## B6（2005年至2010年）

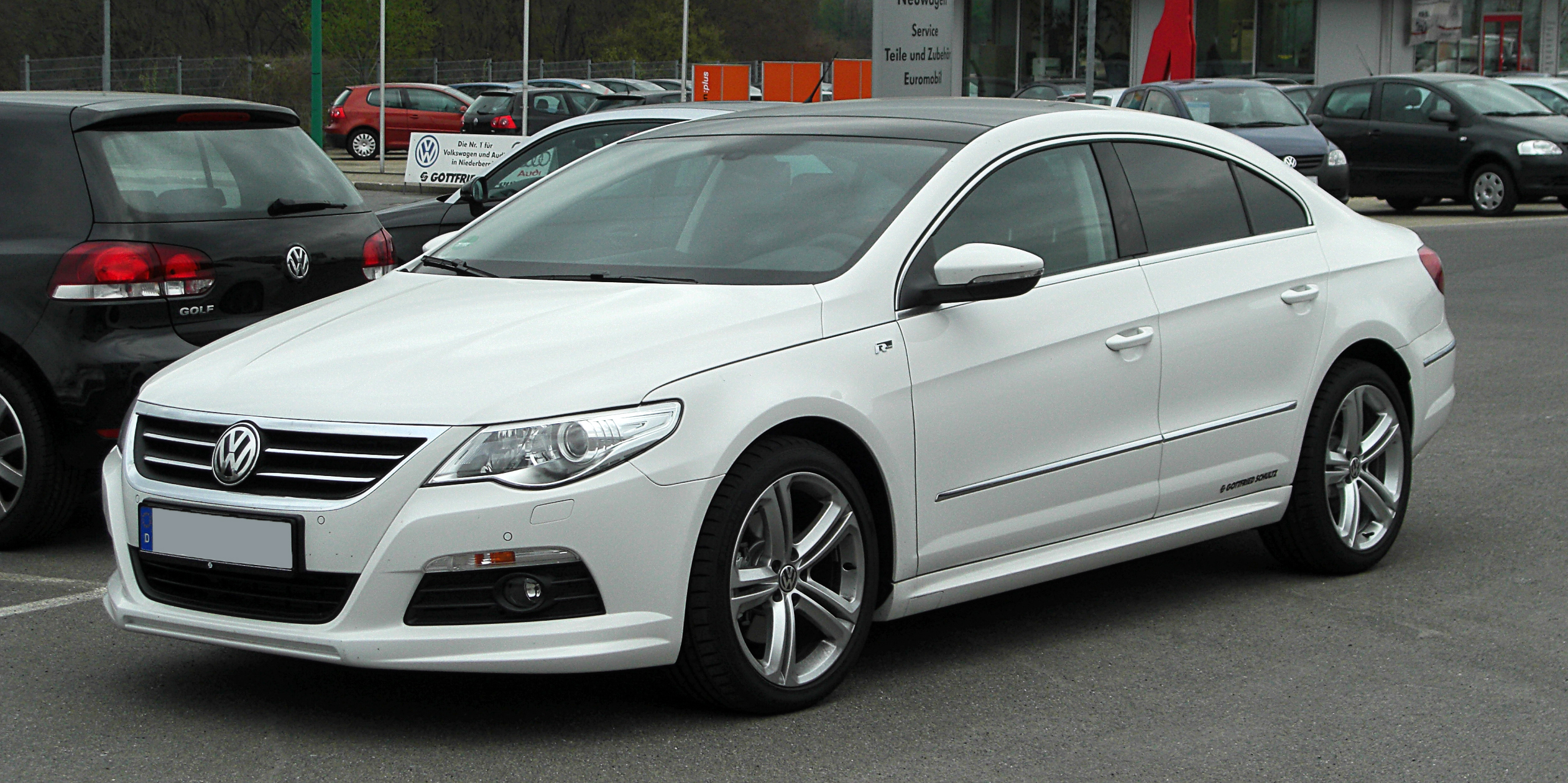
帕萨特CC

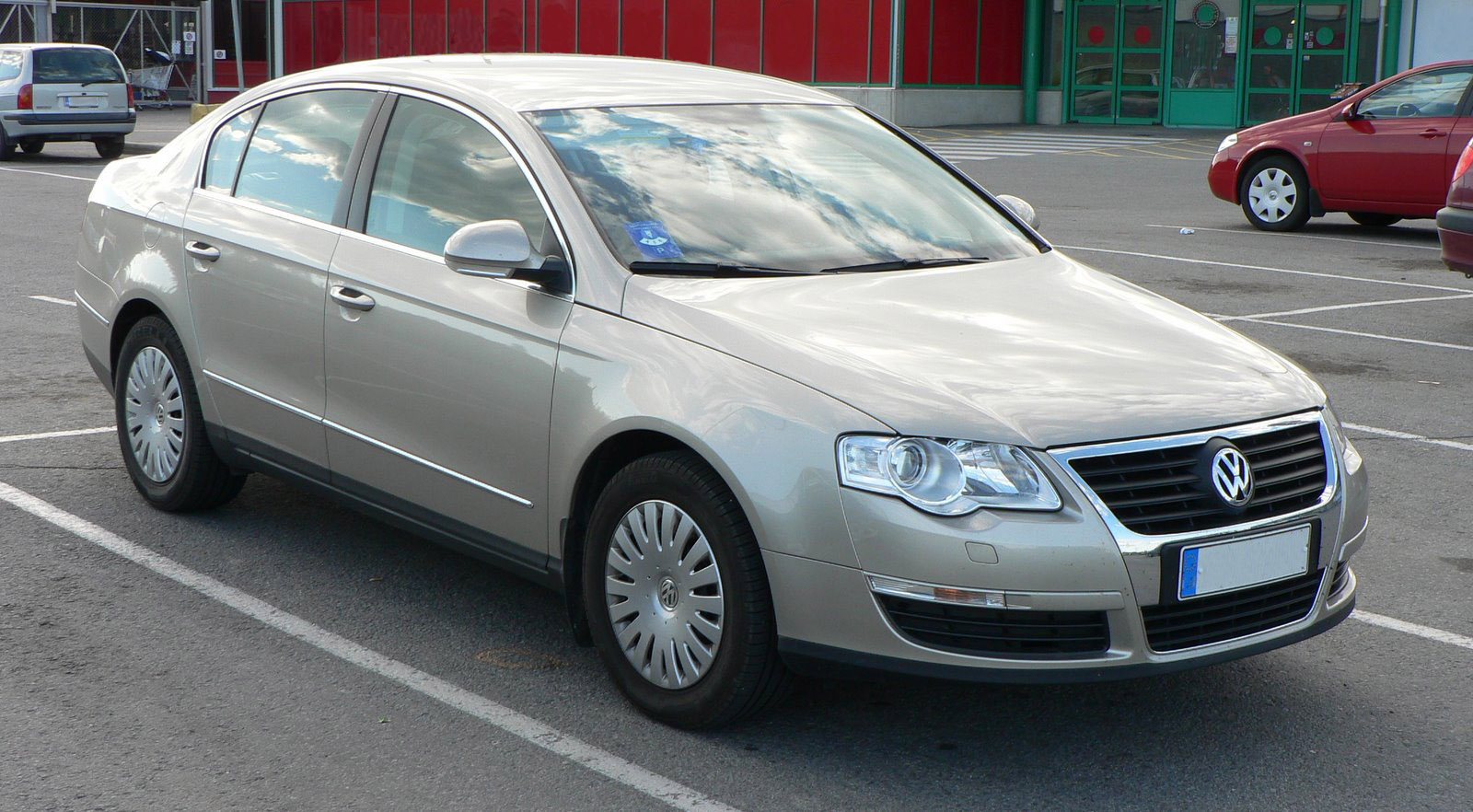
B6

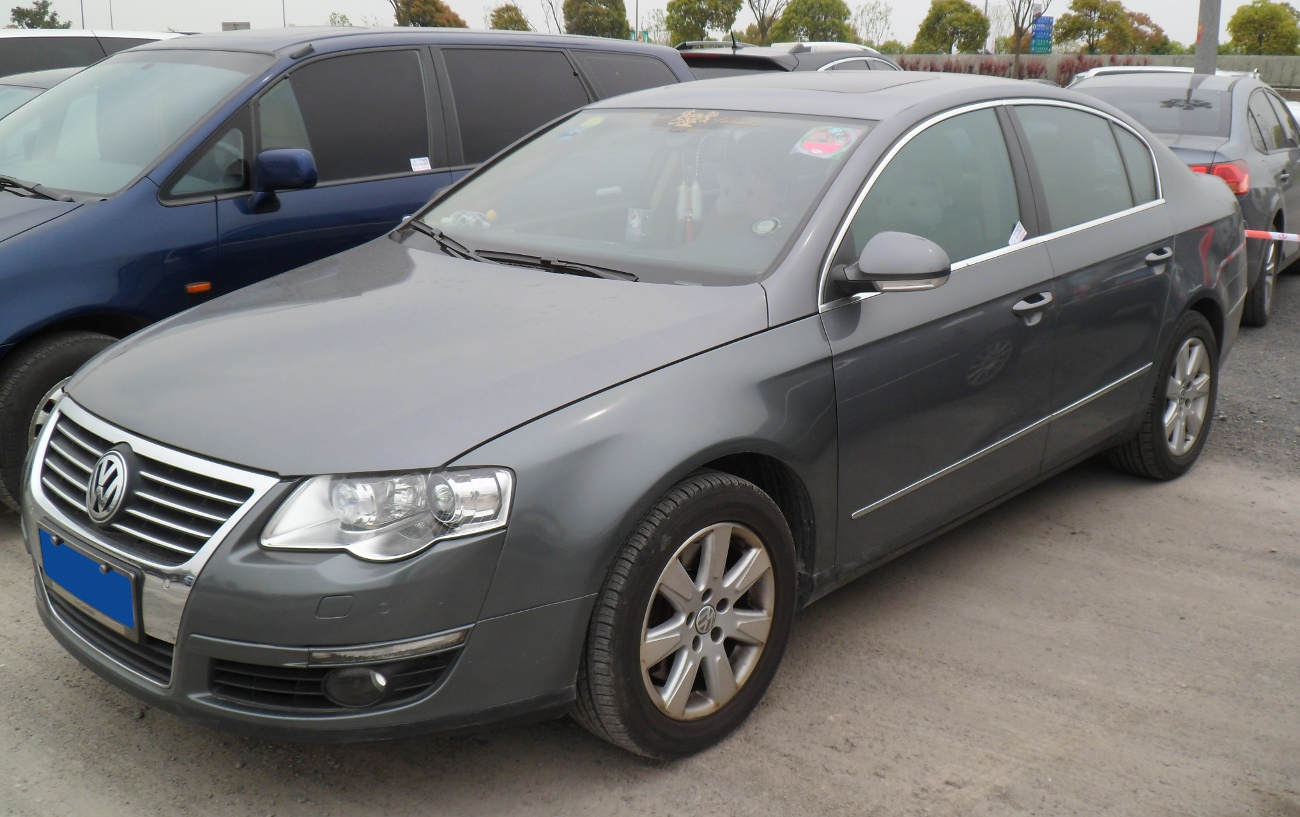
一汽大众迈腾B6，拍摄于上海市

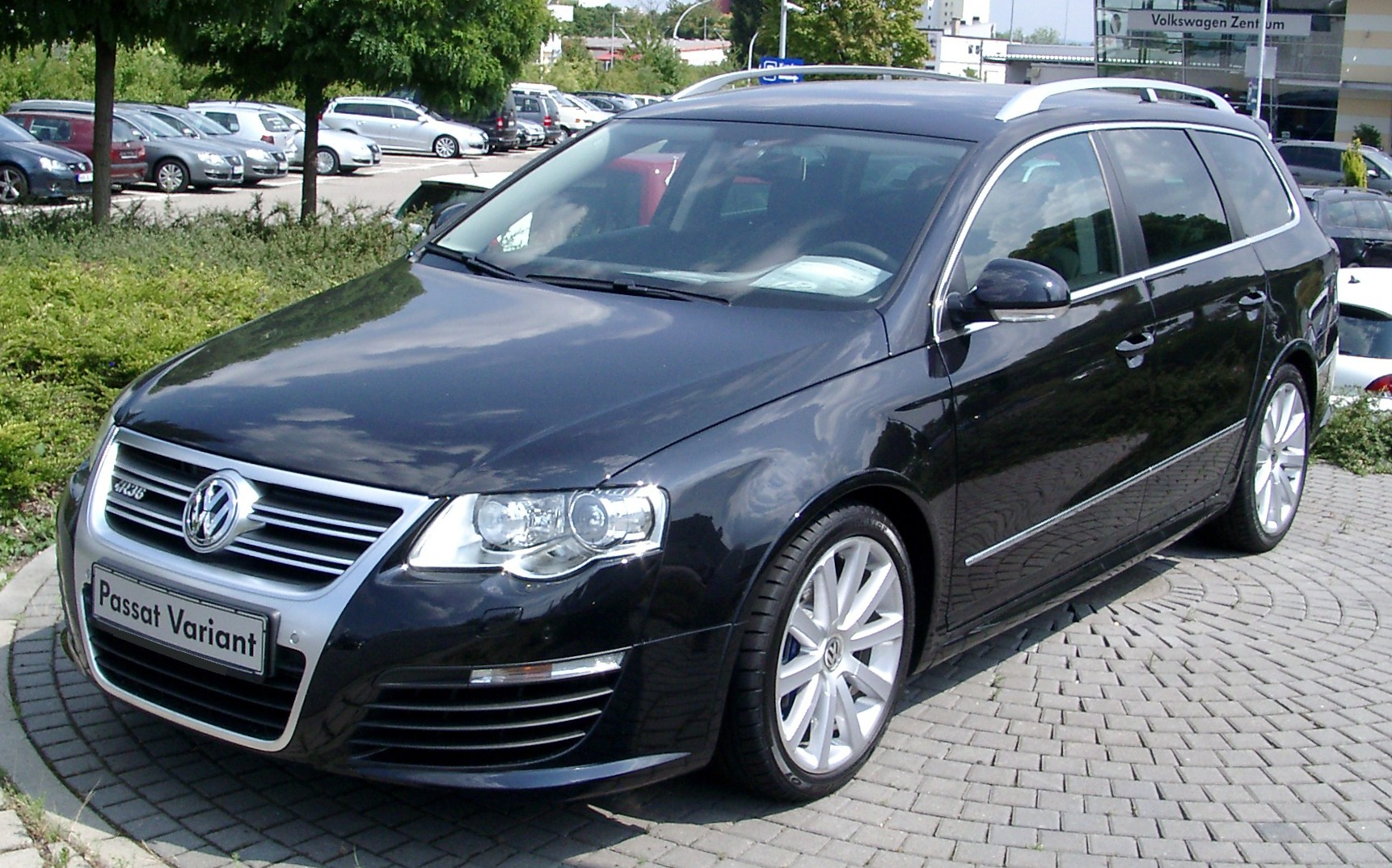
大众帕萨特R36

2005年帕萨特B6投放国际市场，大众汽车一改帕萨特历代以来沉稳的造型概念，适当的增加了运动化的元素。2006年，帕萨特B6国际市场正式上市。在中国，一汽大众投产的称为迈腾（Magotan），於2007年上市。 
帕萨特B6拥有几乎和豪华车相当的宽大内部空间。新帕萨特B6外形尺寸比旧款的B5做了适当的增加，长4.77米，宽1.82米，高1.47米，分别比前一代帕萨特车型多出62毫米、74毫米和10毫米。它的轴距达到2.71米，也比前款长了6毫米。后备箱容积为565升，比前款多出90升。车身刚度比它的前任车型足足高出57%。尽管如此，原版引进的B6迈腾仍然不能满足中国消费者对于Ｂ级车空间的需求，车辆的加长问题在后代B7L上得到解决。
得益于前代上海大众帕萨特B5和领驭树立的良好形象，和进口的3.2车型树立的高科技形象，B6迈腾一经国产就备受中国消费者追捧，一车难求的局面一直延续到B6迈腾的停产。加价提车、年度改款时出现的减配、DSG故障门都丝毫没有妨碍中国消费者购买B6迈腾的热情。B6迈腾搭载的高科技配置更使它成为Ｂ级车的标杆。
动力方面，汽油发动机：在中国市场，入门级四汽缸2.0自然吸气发动机（85KW/115PS，170N.m）（2007款），1.4TSI（96KW/131PS，220N.m），1.8TSI（118KW/160PS，250N.m），2.0TSI（147KW/200PS，280N.m），搭配5MT、６AT、６速DSG、７速DSG变速箱。另外一款3.2升V6 FSI发动机的最大输出达到184kW/250PS，搭配６速DSG和4Motion四驱系统，2007款曾进口到中国市场。海外柴油发动机：输出功率达到77kw/105PS、103kW/140PS或125kW/170PS。微粒过滤装置将逐渐的引入柴油发动机车型。
2006年年底，大众在德国埃森车展推出Individual部门生产的帕萨特R36车型（包括三厢轿车和旅行车）。该车配备3.6升VR6发动机和6速DSG波箱。性能方面，最高输出为300匹马力（220KW），300Nm扭矩，0-100加速度为5.6-5.8秒，最高时速达250千米/小时。在欧洲，该车于2008年上市。2009年大众中国公司宣布将该车引入中国市场销售，但仅仅使用R36的名字。 
08年北京国际车展上展出的帕萨特CC是基于与帕萨特B6共用平台衍生的四门Coupe型轿跑车。不过该车从外形上面看起来已经脱离了帕萨特B6的设计风格。帕萨特CC车型比普通版B6车型要长3CM，低5CM。在动力方面，在中国市场有三款汽油发动机：1.8 TSI、2.0 TSI、3.6 FSI。

## B7（2010年至2017年）

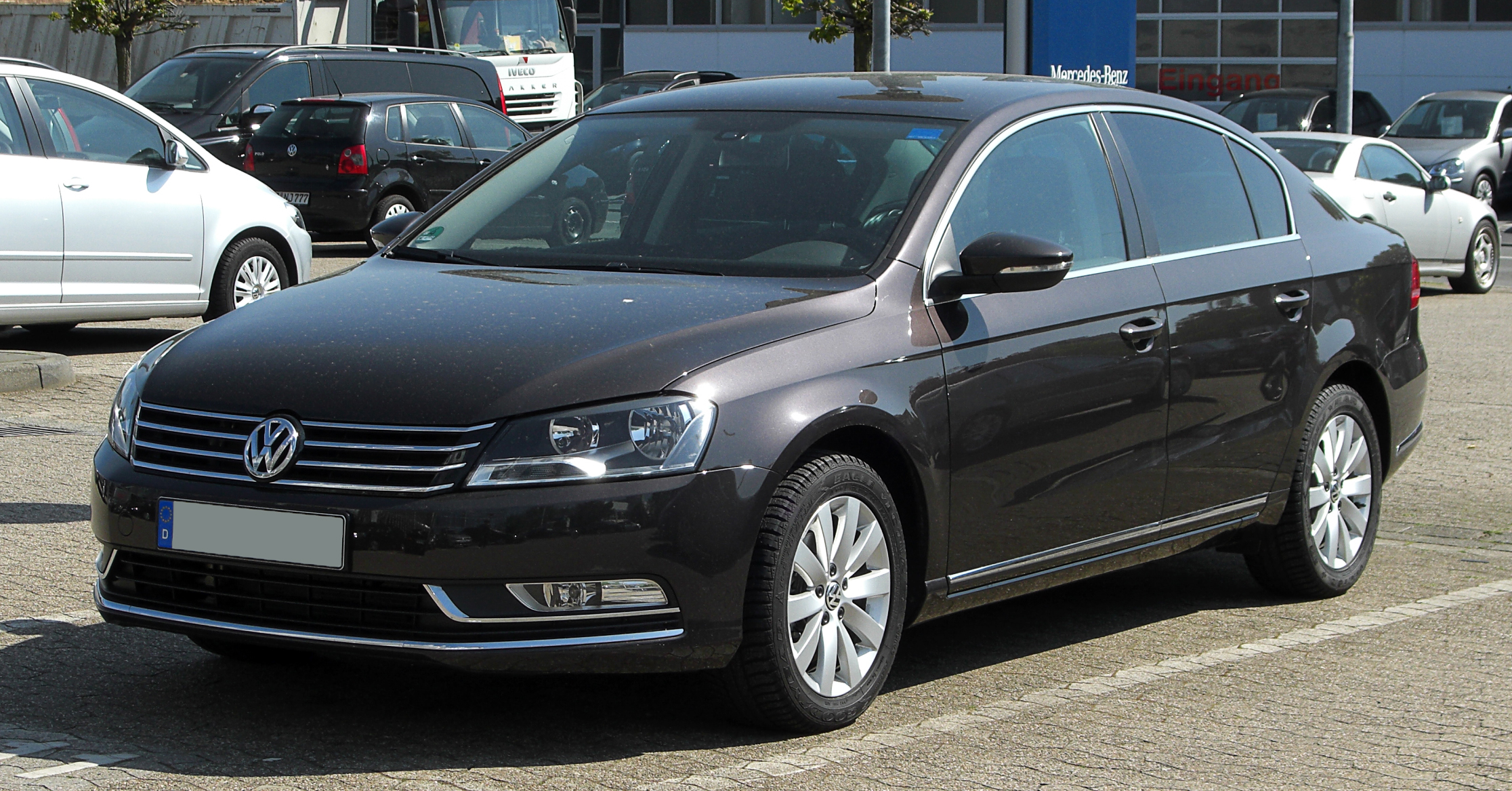
B7

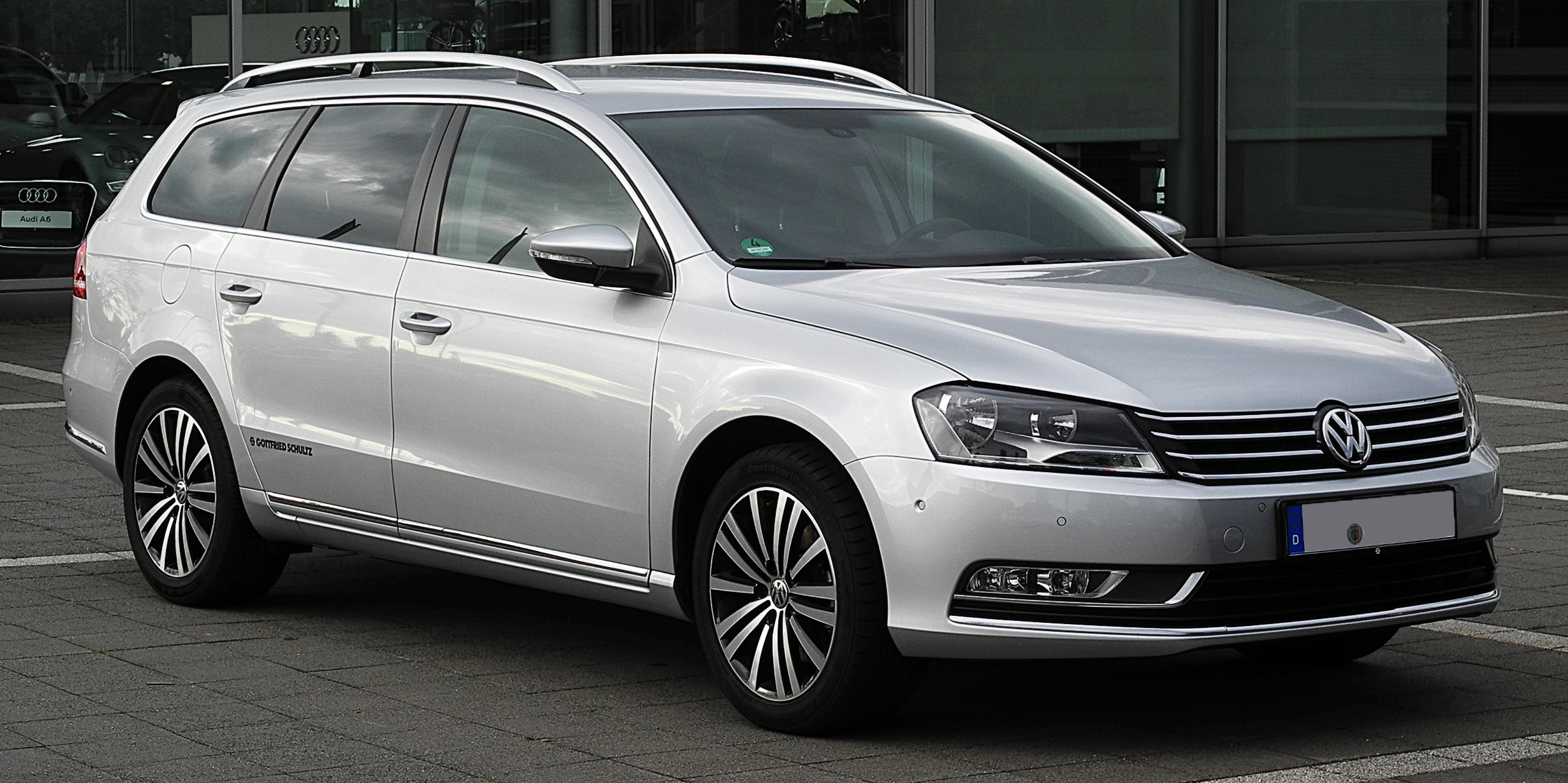
B7旅行版

Passat B7车型基于前代B6车型改进而来，沿用PQ46平台，海外车型分为欧版和美版（中国大陆以外市场称作NMS）。二者前脸十分相似，三厢轿车车型的区别体现在尾部的设计。欧版车型的后牌照架在后保险杠中间位置，美版车型的后牌照架在后备箱盖上。二者的尾灯设计不同。
鉴于前代B6车型相对更前代上海大众帕萨特B5和领驭较小的轴距和后排空间带来的市场争议，Passat B7在中国市场加长轴距，称作B7L，由一汽大众生产欧版车型，称作Magotan，中文名新迈腾；上海大众生产美版车型（海外的NMS，在中国大陆销售时也称作B7L，以免消费者不知NMS为何物），称作新帕萨特。二者的动力总成相同，分为1.4TSI、1.8TSI、2.0TSI、3.0FSI VR6三种，搭配6速湿式和7速干式DSG双离合变速箱。前代B6进口车型的3.2FSI VR6引擎和4Motion四驱系统被减配取消，上海大众生产的Passat B7L同样没有配备美版车型的3.6FSI引擎。Passat B7在中国市场没有进口R36车型。和B6一样，B7在华有旅行车进口，搭配2.0T发动机和4Motion四驱系统，但是销量不佳。
国产的B7L车型加长轴距，并使得车辆外观和内饰装潢高级感和科技感十足，努力迎合中国消费者爱大车、爱面子的消费心理。同时车辆售价与前代B6迈腾的价格区间接近。由于加长轴距和车内高级配置带来的生产成本升高，南北大众都选择对车辆在车主并不关注的地方进行减配，例如在不改变悬架形式和不影响安全的前提下使用成本更低的材质，后备箱内用于安放小物件固定网的挂钩也被取消。上海大众产品的减配情况比一汽大众的产品更甚，在做工细节上也不如一汽大众的产品。从底盘和悬挂结构显示，新帕萨特和新迈腾都采用了麦弗逊式独立前悬挂、三连杆+纵臂多连杆独立后悬挂。二者存在的区别，在是否有轴承座、以及部分零件所用的材质上。 新迈腾B7L除了加长轴距以外，与上代B6车型的底盘结构相比，没有变动。不过，前一代迈腾经过2007年上市后的不断小改款，原本全系车型采用的轻质铝材料前副车架（俗称“元宝梁”），之前仅在2.0T车型还保留着，其余车型均已减配成钢质材料。但是，新迈腾2.0TSI顶配车型却采用了钢质副车架，就此，我们可以理解成换代后的减配项目。当然，同样形状的前副车架在新帕萨特上也能找到，肉眼辨别材质，没有什么不同。新迈腾前悬挂下摆臂为铸造件，新帕萨特则为冲压件。虽然二者的强度无法判定，但目前主流中型车的前悬挂下摆臂通常都是铸造件。从工艺上说，冲压件的成本相对较低，工艺也相对的简单。
一汽大众新迈腾和上海大众新帕萨特底盘悬架最重要的区别在于前悬挂有无“轴承座”连接。新迈腾前悬挂下摆臂与副车架和主车架（车身）连接的部分，有轴承座连接。而轴承座与副车架和主车架（车身）是硬性连接，里面有橡胶衬套与前悬挂下摆臂形成了软连接。这样的连接方式可以减弱路面对悬挂的冲击，避免震动都传递给车身。 这种前悬挂下摆臂用轴承座与副车架连接的方式，在PQ35和PQ46平台上生产的车型用的较为普遍，也是这两个平台车型共有的特点之一。相对于上述两个平台的特点，新帕萨特在此处的连接方式就显得很特殊了。抛弃了之前的轴承座形式，使用球头方式与副车架相连。而这种方式在PQ34平台和不少日、韩系车型中较为常见，都同样会采用球头式连接。由于新帕萨特前悬挂下摆臂采用了冲压件之后，与副车架的连接不能简单的再实现迈腾的那种方式。因此，在此处改用球头式连接，但没有了衬套，其过滤震动的能力也将会弱一些。
二者的另一个区别在于前悬挂转向节是否为铝合金材质。带转向节的前轮轴承支座，新迈腾是铝合金材质，新帕萨特为钢质。
第四个区别是后轮轴承支座是否是铝合金材质。新帕萨特的后轮轴承支座是钢质，而新迈腾采用了铝合金材质。除此区别之外，两款车后悬挂的其余部件都用的是钢质材料。

## B9（2023年12月至今）

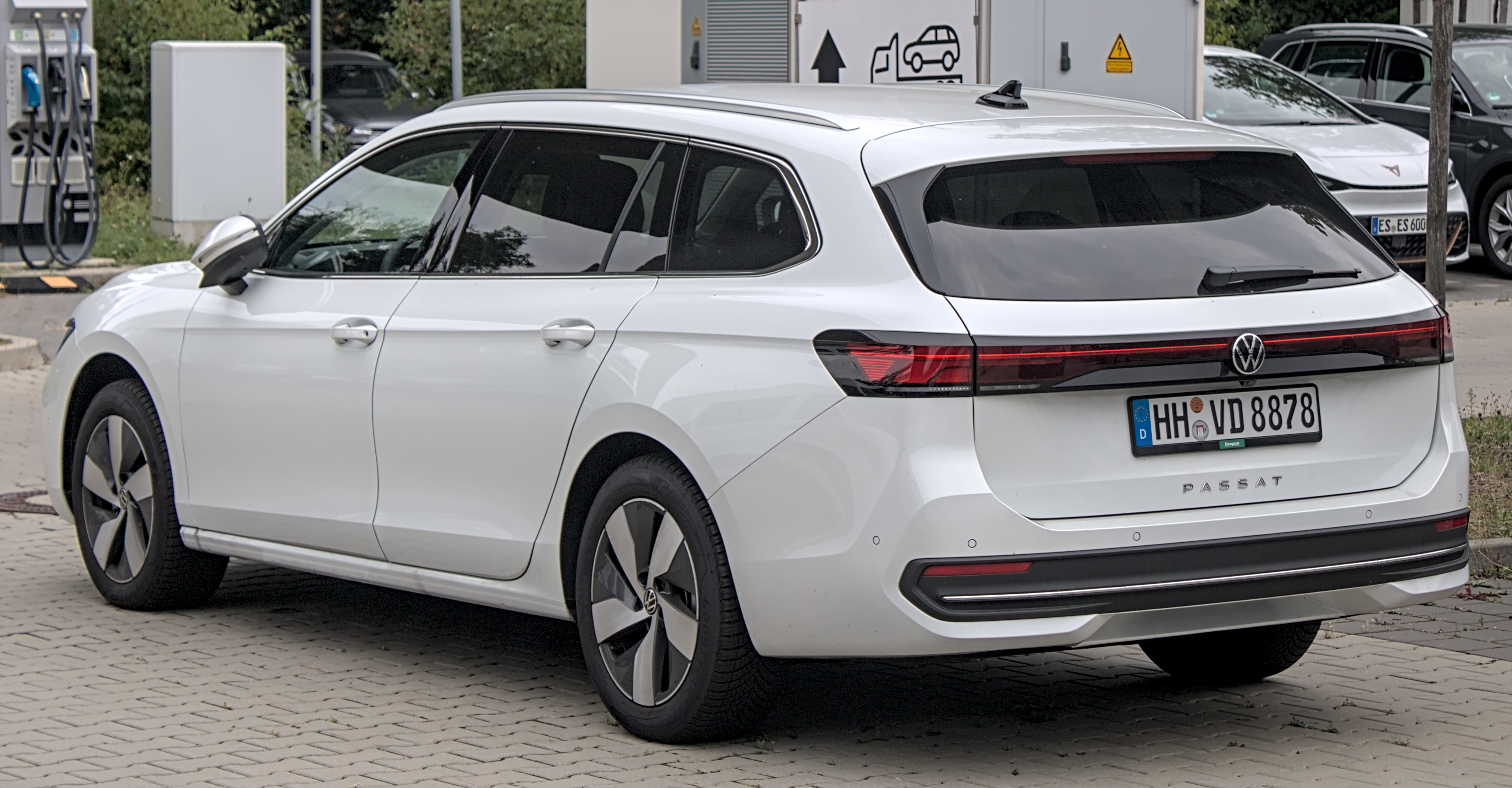
車尾
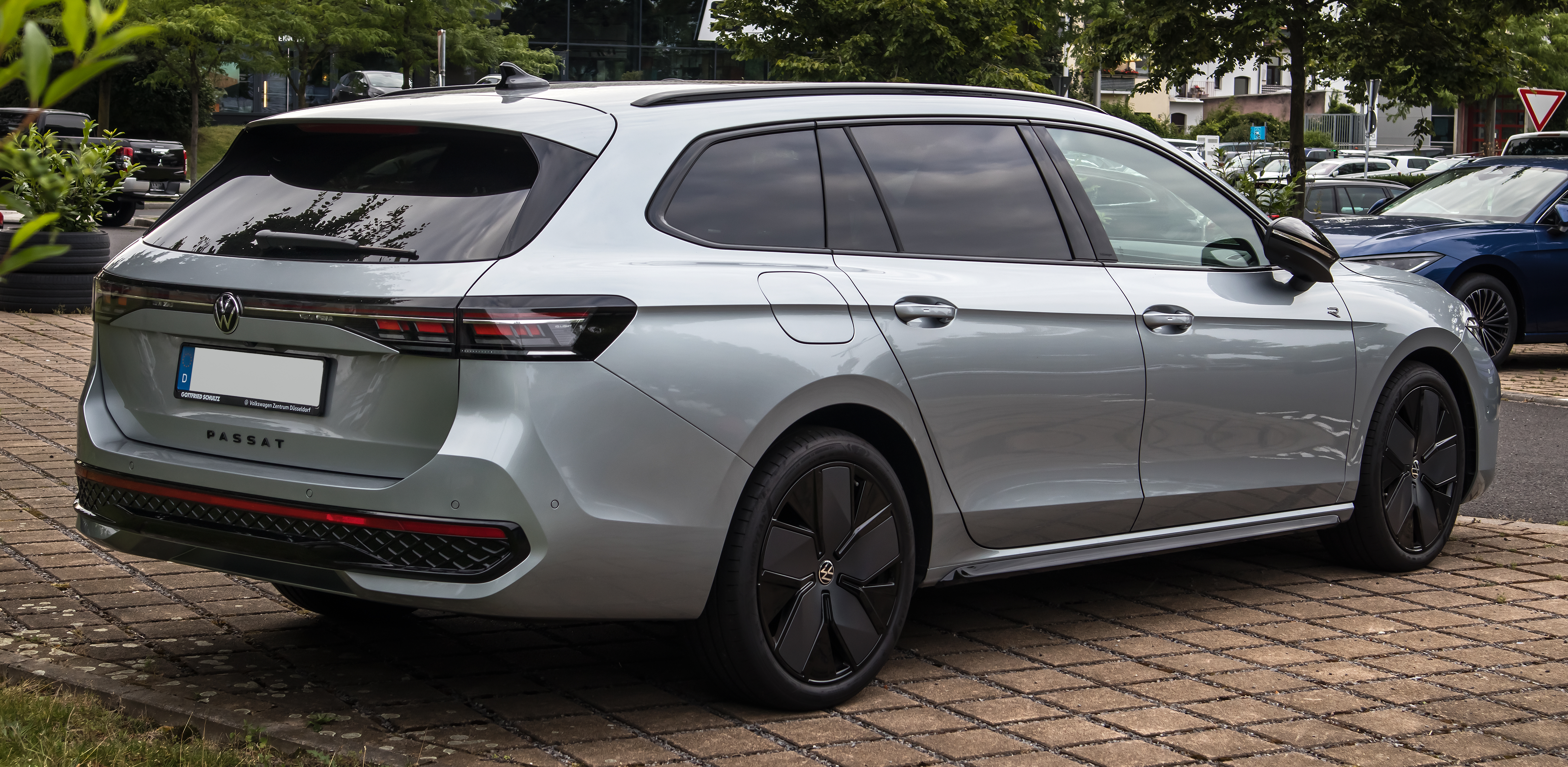
車尾（R-Line）
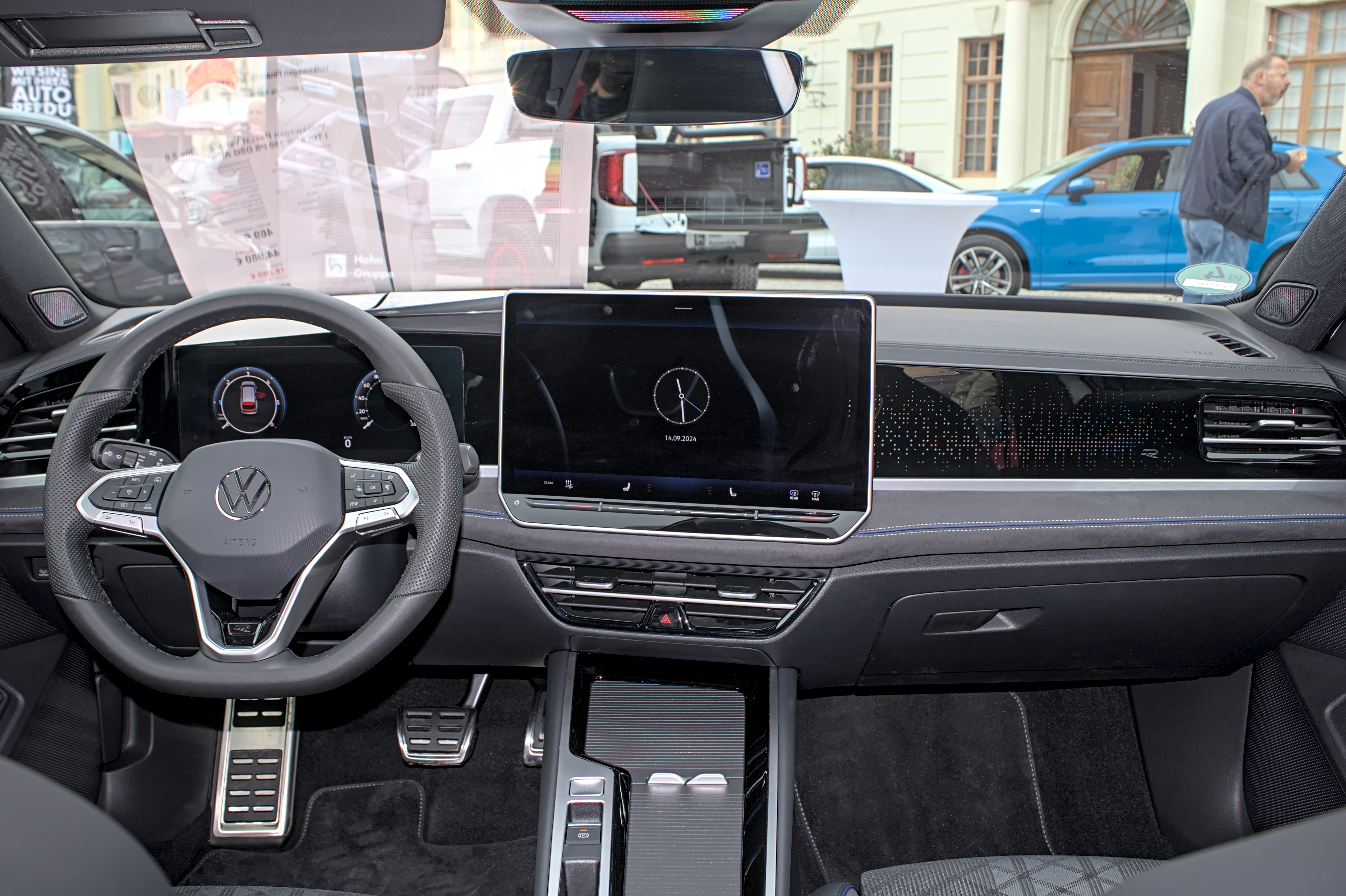
內裝
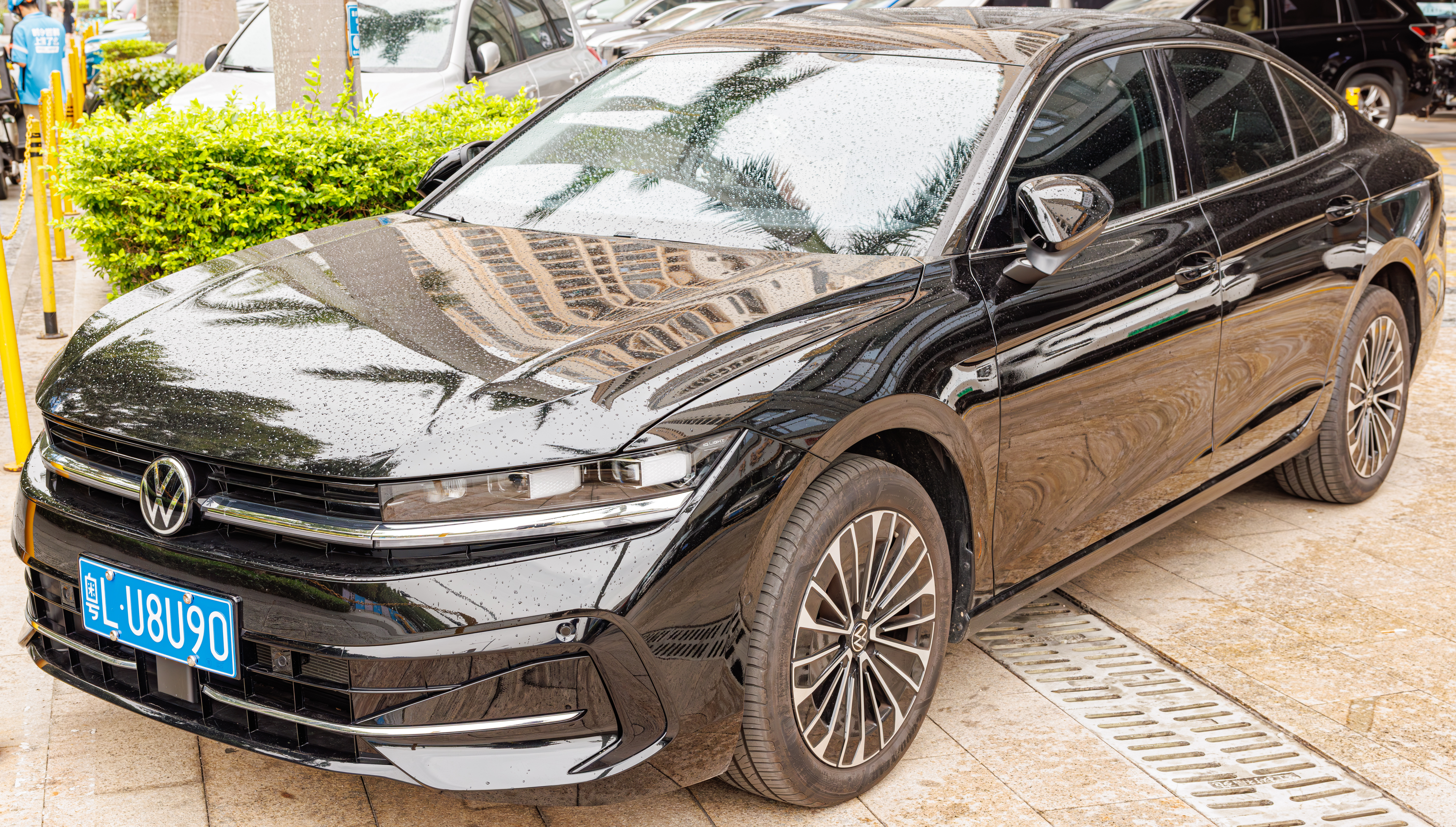
大众邁騰（B9）
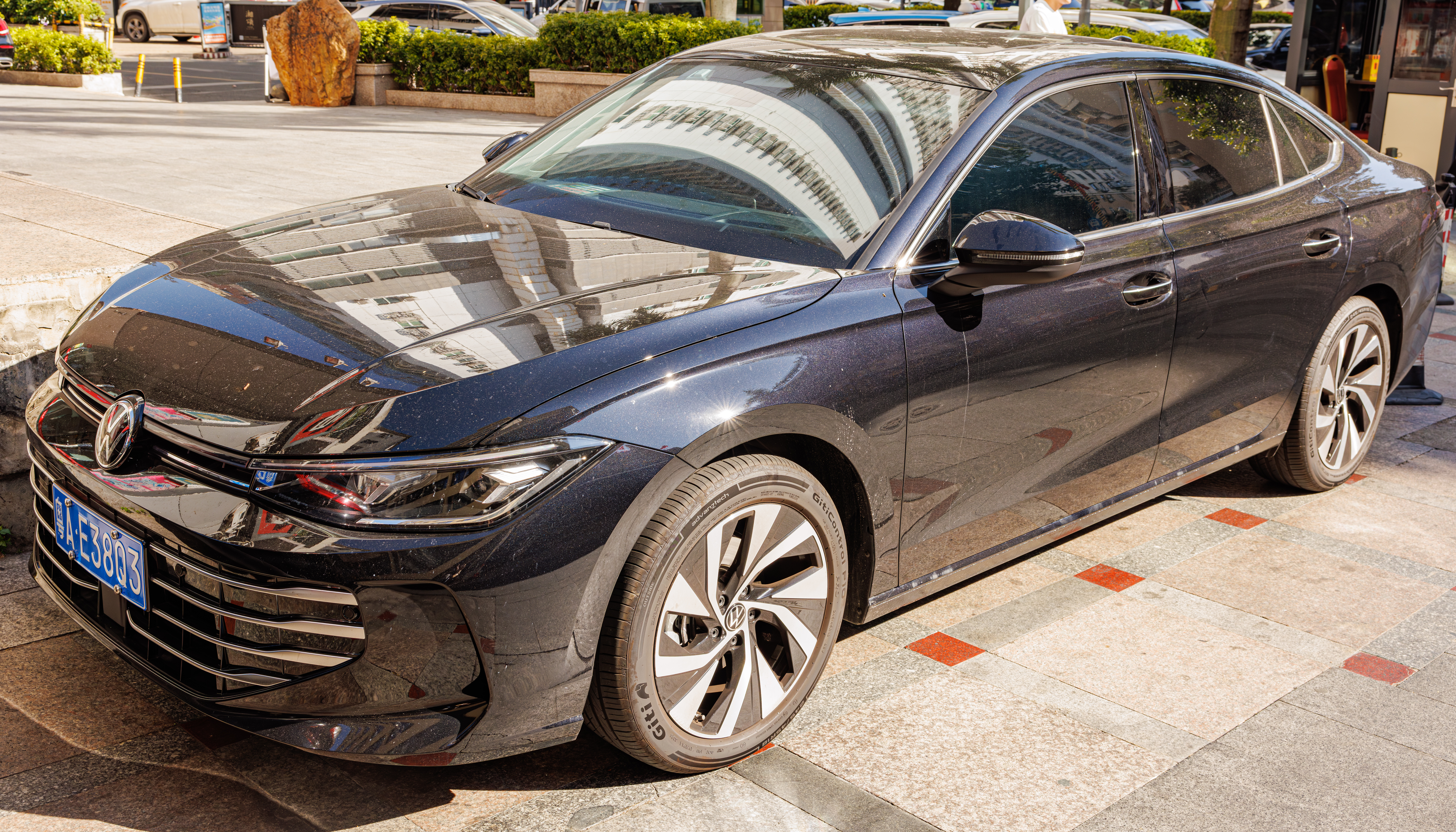
大众Passat Pro（B9）

## 其他版本

### NMS（2011年至2019年）

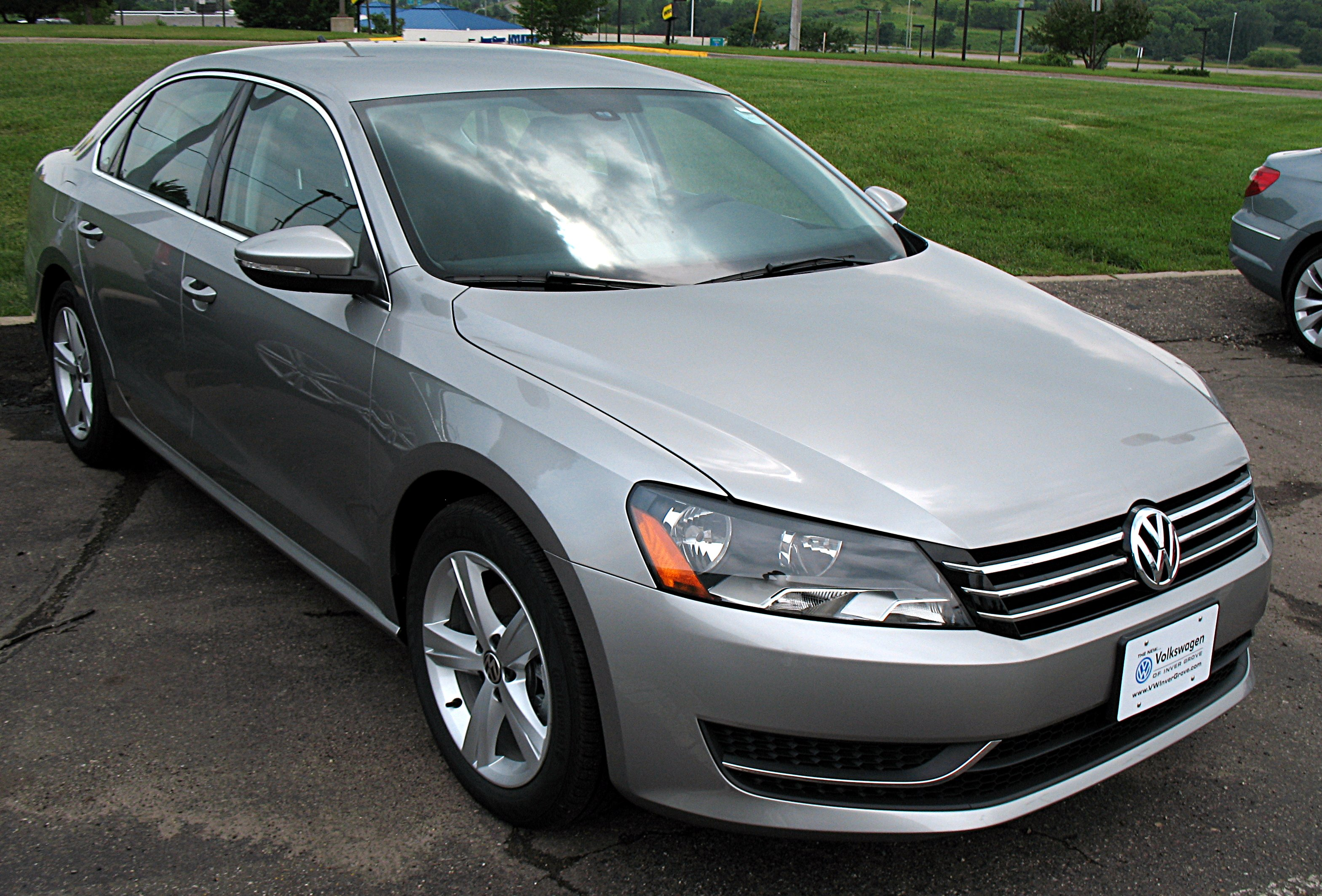
2012款美国版大众帕萨特 SE 2.5

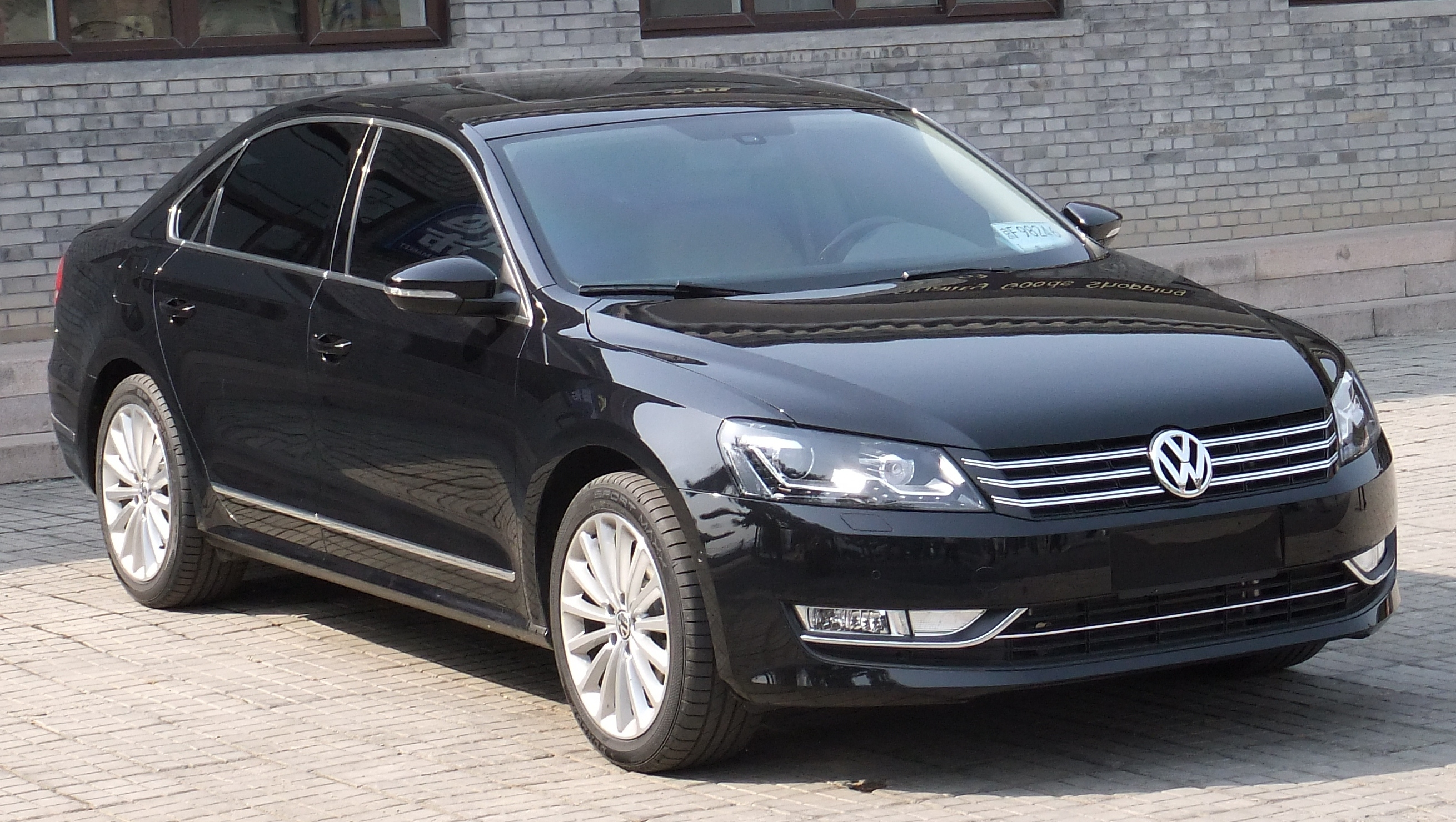
上汽大众帕萨特（2011年款）

NMS 是全新中级车的英文缩写（New Middle Sedan），该车型的设计目标市场为北美和中国市场，作为Passat在这两个地区市场的后续车型发售。采用更宽大的车体和肌肉感更强的车身线条设计，后车门之後的車身设计与欧款Passat B7完全不同。2011年1月发布，其MP12车型用以在加拿大、美国和墨西哥取代B6版的帕萨特轿车和旅行车版本。中国款以全新帕萨特之名和迈腾B7（2010年歐洲版帕萨特）一同在中国市场销售。北美车型将在大众在美国的查塔努加 工厂制造。2011年上海大众汽车开始投产全新帕萨特，上海大众生产的NMS在中国大陆市场销售时很少使用NMS的名称，仍然称作B7L和全新帕萨特，以免消费者不知NMS为何物。美国车型搭配的2.5升直列五缸发动机和3.6FSI均没有搭配在国产车型上。。

### MQB（2019年至今）

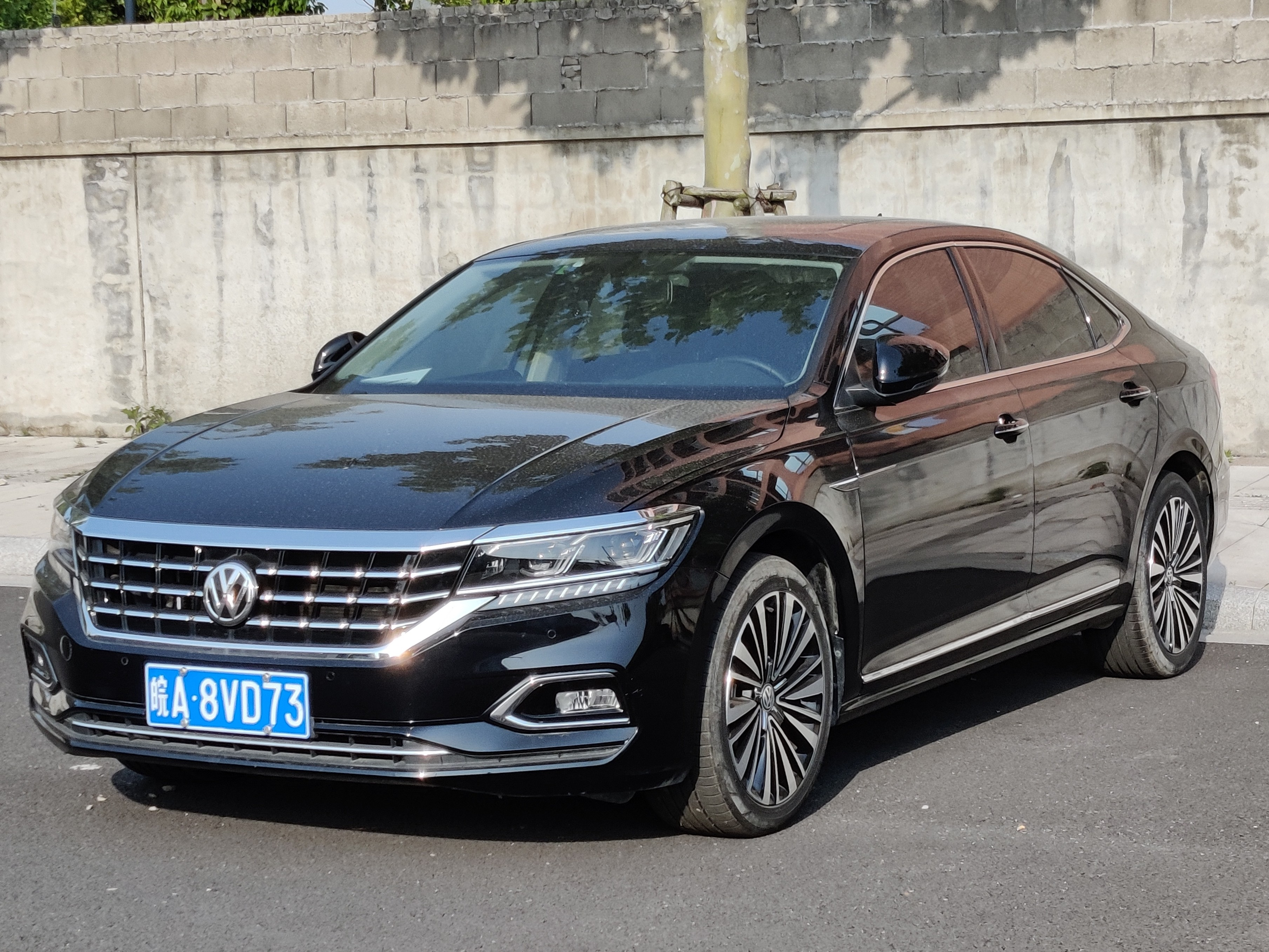
2019款中国版大众帕萨特

大众集团在2018年10月12日宣布在中国市场以MQB平台打造新一代的帕萨特，由上海大众生产，预计2019年下线。改款车型在中国保险汽车安全指数C-IASI上获得该机构成立以来的“正面25%偏置碰撞”一项最低得分，从而在网络上获得强烈关注。
因2019款碰撞成绩太差，严重影响帕萨特车型以及上汽大众其余车型的销量，上汽大众不得不针对帕萨特安全性进行加强。2020年12月2日发布的中国保险汽车安全指数C-IASI中，帕萨特2020款车型获得耐撞性与维修经济性A（良好），其余成绩全G（优秀）的最佳成绩。